# Neco
Manoel Nunes, detto Neco (San Paolo, 7 marzo 1895 – San Paolo, 21 maggio 1977), è stato un calciatore brasiliano, di ruolo attaccante.

## Biografia
Nacque da Antonio Bertholdo Nunes e Thersa de Souza Baptista Nunes a San Paolo, in via José Paulino. Si avvicinò al gioco del calcio grazie al fratello maggiore César, e insieme fecero parte di una piccola squadra chiamata Botafogo. Già da molto giovane, nutrì una particolare simpatia per il club del Corinthians, recentemente fondatosi; nel 1911 entrò a far parte del settore giovanile del club.

## Caratteristiche tecniche
Giocava come attaccante, ricoprendo prevalentemente il ruolo di centravanti. Grazie alla sua versatilità fu in grado di posizionarsi sia come ala sinistra che come attaccante puro, e, talvolta, anche come centrocampista di fascia sinistra.

## Carriera

### Club
Cresciuto nel Timão, Neco debuttò il 19 ottobre 1913, titolare per via dell'assenza di Carmo Campanella; la partita è contro l'Americano, l'ultima del campionato statale di quell'anno. Nel 1914 Neco entra a far parte della squadra titolare in pianta stabile e si impone come una delle personalità più in vista della formazione dalla maglia bianca, conquistando sia il campionato che il titolo di miglior marcatore. Dopo un breve periodo al Mackenzie, Neco tornò al Corinthians, e si impose come il principale realizzatore del club, mettendosi particolarmente in luce nel 1918, anno in cui segna venti gol in altrettante partite in campionato. Rimase dunque per tutto il periodo rimanente della sua carriera con la società paulista, conquistando altri sei titoli statali e un altro di capocannoniere (1920); al termine della sua carriera, a trentacinque anni, il totale delle sue reti è 239.

### Nazionale
Fece il suo debutto nel 1917, e nel 1919 prese parte a Brasile 1919. In tale competizione fu uno dei migliori in assoluto, segnando al primo incontro il 6-0 contro il Cile, ripetendosi poi con una doppietta il 26 maggio contro l'Uruguay. Con quattro reti, pertanto, Neco si posiziona in cima alla classifica marcatori assieme al compagno di squadra Friedenreich. Nel 1922 il centravanti venne nuovamente incluso nei convocati per un Sudamericano, quello di Brasile 1922; giocò tutta la manifestazione da titolare, segnando una volta contro l'Argentina il 15 ottobre, e un'altra nella finale che vide contrapposti Brasile e Paraguay.

## Palmarès

### Club
- Campionato paulista: 7

Corinthians: 1914, 1916, 1922, 1923, 1924, 1928, 1930

### Nazionale
- Campeonato Sudamericano de Football: 2

Brasile 1919, Brasile 1922

### Individuale
- Capocannoniere del Campionato Paulista: 2

1914 (12 gol), 1920 (24 gol)
- Capocannoniere del Campeonato Sudamericano de Football: 1

Brasile 1919 (4 gol)